# Eric Voegelin-Bibliothek
Die Eric Voegelin-Bibliothek ist die Privatbibliothek des Politikwissenschaftlers und Philosophen Eric Voegelin (1901–1985) und zugleich eine ideengeschichtliche Forschungsstelle an der Friedrich-Alexander-Universität Erlangen-Nürnberg.

## Geschichte

### Zur Person
Der im Jahre 1901 in Köln geborene politische Philosoph Eric (eigentlich Erich) Voegelin gilt als einer der herausragenden neueren Vertreter einer historisch-hermeneutisch orientierten Theorie der Politik in zivilisationsvergleichender Perspektive. Nach langjähriger wissenschaftlicher Tätigkeit in Wien emigrierte der ehemalige Assistent Hans Kelsens, auch aus politischen Gründen, 1938 in die Vereinigten Staaten, wo er wiederum an verschiedenen Universitäten lehrte und seine wichtigsten Werke (Order and History und The New Science of Politics) veröffentlichte. Von 1958 bis 1969 kehrte er nach Europa zurück, um einen Ruf als Ordinarius für Politikwissenschaft an der Universität München anzunehmen. Nach seiner Rückkehr 1969 in die USA arbeitete er bis zu seinem Tode im Jahr 1985 an der Hoover Institution on War, Revolution and Peace der Stanford University.

### Provenienz
Nach dem Tode Eric Voegelins bestimmte seine Witwe, Lissy Voegelin, den Politikwissenschaftler Jürgen Gebhardt zum Verwalter der Privatbibliothek ihres Mannes bzw. seines akademischen Lehrers, sodass die gesamte Bibliothek von Stanford nach Bayern an dessen Universität verbracht wurde. Seither verwahrt und betreut das Institut für Politische Wissenschaft der Universität Erlangen-Nürnberg die Eric-Voegelin-Bibliothek und betreibt u. a. eine die Bibliothek umfassende geistesgeschichtliche Forschungsstelle.

## Bestand
Die ausgesprochen enzyklopädisch ausgerichtete Privatbibliothek enthält rund 5.000 Bücher und Sonderdrucke mit Schwerpunkten in den Bereichen Philosophie und Religionswissenschaft. Darüber hinaus verfügt die Voegelin-Bibliothek neben dem publizierten Gesamtwerk auch über rund 100 Mikrofilme mit den – nach wie vor in Stanford archivierten – zum Teil noch unveröffentlichten Manuskripten und Typoskripten des Gelehrten sowie seines umfangreichen Briefwechsels mit führenden Wissenschaftlern der Zeit, insbesondere aus dem Emigrantenmilieu. Die verfilmten Archivmaterialien sind durch ein online verfügbares Register erschlossen.

## Benutzung
Die Eric-Voegelin-Bibliothek ist am Institut für Politische Wissenschaft der FAU Erlangen-Nürnberg angesiedelt und wird von diesem wissenschaftlich und antiquarisch betreut. Die Bestände sind durch einen Zettelkatalog und eine elektronische Datenbank erschlossen. Sie stehen interessierten Forschern für wissenschaftliche Zwecke zur Verfügung.
Koordinaten: 49° 35′ 58″ N, 11° 0′ 50,7″ O